# Telchinia excelsior
Telchinia excelsior is een vlinder uit de familie van de Nymphalidae. De wetenschappelijke naam van de soort is voor het eerst gepubliceerd in 1891 door Emily Mary Bowdler Sharpe.

## Verspreiding
De soort komt voor in Kenia en Tanzania.

## Waardplanten
De rups leeft op Triumfetta brachycerus (Malvaceae).

## Ondersoorten
- Telchinia excelsior excelsior (Sharpe, 1891) (Kenia)
- Telchinia excelsior usambarae (Jackson, 1951) (Tanzania, o.a. Usambaragebergte)